# Asylcenter
Et asylcenter er et indkvarteringssted for asylansøgere, hvor man opholder sig, mens asylsagen behandles.
I Danmark har Udlændingeservice ansvaret for asylcentrene, mens den praktiske opgave med driften er udlagt til operatører, hvoraf Dansk Røde Kors er den største. Eksempler på kommuner, der driver asylcentre, er Jammerbugt Kommune og Vesthimmerland Kommune. Efter et halvt år har visse asylansøgere mulighed for privat indkvartering. Det største asylcenter er Center Sandholm, der har plads til 600 beboere, og som er et såkaldt modtagecenter. Efter registrering flytter de fleste asylansøgerne til et såkaldt opholdscenter. Center Avnstrup fungerer som hjemrejsecenter; hvor afviste asylansøgere bor indtil de endeligt skal forlade landet.
En asylansøger, der ikke er gift med en dansk ægtefælle, bliver forsørget af Udlændingestyrelsen, hvilket ifølge hjemmesiden nyidanmark.dk omfatter: nødvendig sundhedshjælp, undervisning, indkvartering på et asylcenter, kontante ydelser, transport til og fra hospitaler og møder med myndighederne.

## Typer af asylcentre
Alle asylansøgere bor de første uger på et modtagecenter. Politiet registrerer dem, Dansk Røde Kors udleverer tøj og hygiejnesæt, og udlændingemyndigerne udspørger dem. Herefter kommer de videre til et opholdscenter.
- Opholdscenter: De bor der indtil deres sag bliver afgjort. Nogle asylansøgere bliver flyttet rundt mellem flere opholdscentre, mens de venter på at deres sag bliver afgjort. De fleste asylcentre er opholdscentre.
- Kvindecenter: Enlige kvinder og kvinder med børn kan blive indkvarteret på et asylcenter med kvindeafdeling.
- Omsorgscenter: Asylcenter for mennesker med alvorlige psykiske eller fysiske problemer.
- Børnecenter: Børn og unge under 17 år, der kommer til Danmark uden deres forældre for at søge om asyl, bliver indkvarteret på et af de særlige børneindkvarteringscentre.
- Udrejsecenter: Afviste asylansøgere, der ikke rejser ud af landet, når de har fået afslag på deres ansøgning, bor på et udrejsecenter. Her bor de til de rejser frivilligt ud af landet eller til de bliver sendt ud af landet med tvang. Udrejsecentre drives af Kriminalforsorgen.

## Hverdagen på et asylcenter

### Børnehaver
I asylcentrene findes børnehaver, hvor det samme program kører langt de fleste af dagene. Børnene spiser, er udenfor og har tid til at lege, på de samme tidspunkter om dagen, for at skabe en forudsigelig hverdag. Pædagogerne hjælper med at skabe venskaber mellem børnene, og lærer dem dansk. Samtalen med forældrene foregår som regel på engelsk og i nogle tilfælde bliver der ringet efter en tolk.
Børnene har ofte været meget igennem. Det giver dem et behov for at udtrykke deres følelser, hvilket kan være gennem tegninger eller kropssprog. Børnene knytter også i de fleste tilfælde et godt bånd til en eller flere af pædagogerne, og en ansat ved børnehaven i Avnstrup fortæller på hjemmesiden for Røde Kors om en dag, hvor hun fik en tegning fra en pige der havde set sin mor drukne. At bevare håb og mod er en vigtig del af hverdagen på et asylcenter.

### Sundhed
Når nye børn kommer til at asylcenter, får de en grundig undersøgelse af en sundhedsplejerske på centret. Sammen med undersøgelsen følger der også en samtale med barnets forældre om ting som varieret kost og mildere disciplin mod børn. Voksne har kun mulighed for såkaldt nødvendig behandling, det vil sige at den er uopsættelig eller smertelindrende.
Er asylansøgere mere alvorligt syge, sendes læger ud til asylcentret, da de ikke har adgang til det danske sundhedsvæsen, fordi de ikke har et sygesikringsbevis. Sygesikringsbeviset er det der giver adgang for almindelige borgere til sundheds- og lægehjælp.
En undersøgelse foretaget af en gruppe læger i 2007 viste, at jo længere tid en person opholder sig på et asylcenter, jo større er risikoen for at udvikle en psykisk sygdom.

## Baggrunden for asylcentre
Første asylcenter blev åbnet i august i 1984. I 1995 overtog beredskabsstyrelsen ansvaret for en række asylcentre. Det første kommunalt drevne asylcenter blev oprettet i 2003, i Nordjylland.
Antallet af asylansøgere svinger meget. For eksempel modtog Danmark i 1992-1993 omkring 20.000 flygtninge fra borgerkrigen i Jugoslavien, som blev indkvarteret på separate asylcentre. I 1999 åbnede Røde Kors otte asylcentre, da der kom 3.000 fra Kosovo i løbet af 8 uger. I 2013 steg antallet igen på grund af krigen i Syrien. Ud over krigen i Syrien, var der også konflikter i andre lande som fx Irak, Eritrea, Afghanistan og Somalia. I årsskiftet 2015-16 blev der åbnet fire teltlejre, der skulle fungere som modtagecentre. I 2016 blev de dog lukket ned igen. I november 2016 fandtes 67 asylcentre, mens der per april 2018 var 22 centre.

## Asylansøgeres oprindelse
De lande hvorfra asylansøgere hyppigst kom fra i 2015 og de første 10 måneder af 2016 fremgår af følgende tabel:
| Land        | 2015 | 2016 |
| ----------- | ---- | ---- |
| Syrien      | 8608 | 1153 |
| Iran        | 2787 | 271  |
| Afghanistan | 2331 | 1067 |
| Eritrea     | 1740 | 228  |
| Statsløse   | 1734 | 462  |
| Irak        | 1537 | 424  |
| Somalia     | 257  | 258  |